# Puredarwin
Apple Darwin è il sistema operativo Open Source di Apple che costituisce la base di macOS, e PureDarwin è un progetto nato per rendere più usabile Darwin (viene descritto come il successore non ufficiale di OpenDarwin).
Uno degli attuali obiettivi di questo progetto è quello di fornire un ISO avviabile di Darwin (versioni 9.x ovvero quelle che corrispondono alle versioni 10.5.x Leopard di Mac OS X). Un altro obiettivo di questo progetto è quello di fornire ulteriore documentazione su Darwin.